# Aroche
Aroche es un municipio y localidad española de la provincia de Huelva, en la comunidad autónoma de Andalucía. Está situado frente a las últimas estribaciones de Sierra Morena y es parte importante del parque natural de Sierra de Aracena y Picos de Aroche. Con una superficie de casi 500 km², el término municipal incluye los parajes naturales de Las Peñas y Sierra Pelada y Rivera del Aserrador, lugar de anidamiento del buitre negro. El municipio cuenta con una población de 2997 habitantes (INE 2024).

## Etimología
(I) El nombre de este lugar tendría posibilidades  en el idioma griego; en esta línea se halla en el Diccionario heleno-español lo siguiente: aroyí, [pronunciación traductor Google],  ἀρωγή asistencia, socorro, ayuda.
Bébeos, βέβαιος seguro, cierto || firme; "una inscripción de Aroche nos enseña que Baebia [Bebia] Crinita, una sacerdotisa de Turobriga, construyó un templo de Apolo".  Crinita admite posibilidades en el latín crīnīta, de larga cabellera).
Ataecina o Ataegina, nombre de una diosa  con veneración principalmente en Extremadura, Lusitania y Beturia céltica. Podría ser un nombre compuesto derivado de lenguas túrkicas y greca o latina, pues según nombra en su libro XI Estrabón al referirse a los escitas orientales del norte:  "... los antiguos escritores griegos llamaban a todas las naciones del norte con el nombre común de escitas y celtoscitas...”. Y como en dichas lenguas (azerbaiyano, tártaro, turkmeno...) at significa caballo, quizá se corresponda con la primera etimología del nombre compuesto; en griego  αἶξ [aix] cabra; αἰγίς [egís] piel de cabra || defensa || égida; αἴγαγρος [égagros; ἀγρός —agrós— campo, campiña] gamuza, rupicabra. La raíz ega-egi referente al animal consagrado a la diosa complementaría el nombre de la deidad. Más complicado sería ecina si se asigna al latín equina equino, caballar.
Turobriga admitiría también nombre compuesto en las lenguas griega y celto-escitas. Se iniciaría la primera etimología con τυρίς [tyrís] o τυρός [tyrós], en ambos casos con el significado de queso; briga es originaria de Thracia, voz cuya inagotable «fuente» de Estrabón mueve a este punto: "... bria autem vox Thracum lingua urbem significat... bria significa ciudad en lengua thracia..." (Estrabón, Geografía lib. VII, cap. VI p. 319); la antigua Thracia era un lugar de asentamientos celto-escitas, y de estas etnias se hallan en toda la península ibérica localizaciones con las partículas bria (Caliabria, Tenebria, ¿Cantabria?...) y sus ramificaciones briga (Cetóbriga, Nertóbriga, Segóbriga...). Basta añadir un período en el que datar la procedencia de dichas partículas etimológicas bria, brica, briga, etc., si bien hay referencias fiables en el s. II (Livio, Polybio...). Otro dato importante para añadir al tema lo ofrece la facultad de D. Pascual Madoz y su Diccionario, en la que refiere que una de las producciones relevantes de Aroche era "hacer buenos quesos".
Ermita de San Mamés; en griego maia, μαῖα partera, comadrona; mammos, μάμμος comadrón, partero. (II)
De (I) a (II) datos del ensayo Vástagos de Hércules I —pendiente de edición—.

## Historia
Se tiene constancia de la ocupación humana de Aroche desde la prehistoria, en el Paleolítico y Neolítico la presencia de materiales líticos no deja dudas sobre esta ocupación con más de un centenar de yacimientos repartidos por su extensión. Una de las zonas más destacadas en cuanto a material lítico son Las Peñas. 
Durante la Edad del Cobre hay varios poblados en alturas cercanas a las riberas, estos, son al aire libre con viviendas de ramas y barro, en su término existen numerosos dólmenes. En la Edad del Bronce se asiste a una disminución de la población y en cuanto a la cultura material encontramos una fuerte influencia portuguesa. La Edad del Hierro asistimos a una importante ocupación de pueblos célticos en zonas elevadas de los Picos de Aroche y de las Peñas principalmente. La agricultura continuará siendo el modelo de explotación del territorio.
Durante la ocupación romana uno de los principales objetivos de los romanos fue la eliminación de castros celtas de difícil acceso. Este proceso de romanización lo finalizará Augusto, con la implantación de una centuriación romana en el territorio y la construcción de una ciudad ex novo, Arucci Turobriga, en los Llanos de la Belleza, una única ciudad producto de una mutatio oppidi. La ciudad romana se despoblará progresivamente a partir de finales del siglo III d. C., teniendo una ocupación marginal entre los siglos IV y V d. C.
Los árabes también poblaron la zona. Siendo el castillo almohade de Aroche construido bajo el mandato de Abu Yaacub Yúsuf a mediados del siglo XII, Al-Razi describe el castillo como perteneciente a la Cora de Baya, así mismo, Ibn Galib la sitúa dentro de la misma Cora y la nombra como awrus, de ello, se desprende que Aroche era un 'iglim' de la Cora de Beja (actual Portugal). A mediados del siglo XIII, comienza la reconquista portuguesa por la Orden del Hospital de San Juan, comandadas por el prior Alfonso Peres Farinha. En el siglo XIII (1250), se habían conquistado Moura, Serpa, Aracena y Aroche, rompiéndose la frontera y creando recelos entre Castilla y Portugal al rebasar este el margen derecha del Guadiana. Aroche fue conquistada a los árabes por Alfonso III. En 1267 se firma el tratado de Badajoz que establecía la frontera en el Guadiana, pasando Aroche a manos de Alfonso X, que tras su muerte y llegada de Sancho IV se reforzaría la frontera con Portugal con la Banda Gallega. La frontera, y por lo tanto Aroche, será lugar de enfrentamientos continuos debido a los límites fronterizos. 
Las discrepancias entre Sancho II con la Santa Sede hacen que este busque apoyo en el rey castellano Fernando III, ayuda que le ofreció a cambio de la renuncia por su parte de los territorios al este del Guadiana, cuestión que Sancho II delega en su hijo Alfonso X, volviendo a la Corona castellana los enclaves de Aroche y Aracena. Entre 1249 y 1251, muerto Sancho II, su hermano Alfonso III reconquista entre otras poblaciones Aroche y Aracena. En 1255, Alfonso III da fuero lusitano a Aroche y en 1267 se restableció la frontera, fijada en el río Guadiana. Aroche, junto con Cala y Santa Olalla, contó con aljamas judías, la de Aroche estaba situada en la actual farmacia de la calle Puerta de Sevilla. En 1594 Aroche formaba parte del reino de Sevilla y contaba con 535 vecinos pecheros.
En el siglo XV la documentación apunta que la villa ya estaba amurallada, aunque la muralla medieval no se corresponde con la conservada del siglo XVII y que a día de hoy sigue en píe gran parte de la muralla.
El siglo XVII y la guerra de Restauración Portuguesa (1640-1668) marcarán un momento de gran intensidad para Aroche, sobre todo debido a su posición fronteriza. Antes de comenzar la guerra las incursiones, robos y saqueos se intensifican. Aroche contaba entonces con unos 300 soldados protegiendo la villa y unas 14 piezas de artillería. En 1642 el capitán Juan Bautista Corbachino redacta un informe de la plaza de Aroche de incalculable valor histórico (A.M.A. Leg. 7), dado que repasa descriptivamente todo el sistema defensivo de la villa. La inminente contienda hace disminuir la población, dado que los vecinos buscan lugres más alejados de la frontera, pero también debido a las epidemias de peste, una de las más graves en 1649. Los enfermos eran sacados de las murallas y recluidos en ermitas rurales, como la de San Mamés, cuyos frescos fueron blanqueados como medida de desinfección. La guerra finaliza en 1668, tras un intenso proceso de enfrentamientos y derrotas por parte del ejército español. Portugal, con la ayuda de Francia e Inglaterra consigue la independencia, trazando definitivamente la frontera entre ambos reinos. La vida se normaliza, aunque la pobreza y la despoblación salpican el territorio.   
La guerra de sucesión española (1700-1715) también influyó negativamente en la comarca de la Sierra, viéndose Aroche de nuevo inmerso en levas y pobreza. Una vez más la posición fronteriza de Aroche la convirtió en escudo protector de Sevilla. La presencia de soldados además no mejoraba las condiciones de los vecinos, sino todo lo contrario, dado que había que mantenerlos y alojarlos a costa del pueblo. Con Felipe V de nuevo el miedo a un conflicto con Portugal es el responsable de que contemos con otro interesante documento, de 1735, un informe militar del Comisionado Extraordinario Joseph Díaz Infante (S.G.E., Caja 58, nº2), ante la necesidad del ejército de conocer el estado de la fortaleza arochena. A partir de mediados de siglo y con la frontera más en calma, Aroche parece que comienza a recuperarse demográficamente y a poder realizar un mayor aprovechamiento agrícola y ganadero de sus tierras.  
A inicios del siglo XIX durante la Guerra de Independencia (1808-1814) el general Ballesteros estableció un hospital militar en el Convento de la Cilla en 1811, a cargo de monje Fray Juan Bross y que debía atender a los heridos del Sur de Badajoz, a los del Andévalo onubense y a la propia Comarca de la Sierra. En 1809 ante el temor de que la guerra alcanzara la Sierra, en Aroche al igual que en otros pueblos se formaron dos compañías de milicias. El miedo, el hambre y el mantenimiento de los soldados se convirtieron de nuevo en los problemas de la población que se verán agravados donde las desigualdades en el reparto de tierra se harán cada vez más insostenibles. Tras la división administrativa provincial que determina que Aroche y el resto de la Comarca Serrana pertenecerían a Huelva, rompiendo así su vinculación a Sevilla iniciada por el rey Alfonso X el Sabio, poco después Aroche pierde gran parte de su término, al organizar la Diputación una colonización de la franja fronteriza y la creación de un nuevo municipio, Rosal de Cristina, posteriormente Rosal de la Frontera. Este proceso no discurrió de forma pacífica, y los arochenos en varias ocasiones atacaron y quemaron las chozas de los colonos, protestas que se materializaron por parte del Ayuntamiento de Aroche con numerosas quejas a diferentes instancias del estado. Las desamortizaciones, tanto la de Mendizábal como la de Madoz no causaron demasiadas consecuencias en Aroche. Con la primera se enajenaron y vendieron los bienes de la comunidad de monjes Jerónimos, el Convento de la Cilla, que cayó en manos de un particular de Sevilla; con la segunda apenas se produjeron cambios, dado que las tierras realengas de Aroche habían quedado en la segregada Rosal. El núcleo urbano de Aroche, una vez finalizados los períodos de contiendas, rebasa la muralla, quedando ésta en el mejor de los casos incluida entre las construcciones y en el peor dinamitada para permitir la expansión urbanística. Durante algún tiempo las construcciones aumentan con cierto descontrol y escasa ordenación, colonizando las laderas de los cerros y generando edificaciones con grandes desniveles adaptados a la topografía, perdiéndose gran parte de los posibles niveles arqueológicos existentes, tal y como se ha podido comprobar en los posteriores estudios e investigaciones sobre Aroche
A finales del siglo XIX y principios del siglo XX en Aroche comienzan a desarrollarse de forma importante movimientos obreros, destacando el personaje de Félix Lunar, que emigraría posteriormente a la Cuenca Minera onubense, donde se convertiría en uno de los más destacados sindicalistas del movimiento obrero; o la Sociedad de Obreros El Alba con su proyecto de la Comunal, un proyecto social de creación de electricidad y harina, con la intención de abaratar precios y favorecer el empleo y las condiciones de pobreza de las clases trabajadoras. En las primeras décadas del siglo XX esta Sociedad de Obreros convocó huelgas e intentó regular las contrataciones y sueldos ante los abusos de los terratenientes. Estos movimientos culminan en 1930 con la fundación local de la Unión General de Trabajadores (U.G.T.) y del Partido Socialista Obrero Español (P.S.O.E.). Estas organizaciones tuvieron un destacado papel durante la II República, momento de gran dinamismo social. Esto, sumado a la existencia de una numerosa y reivindicativa masa obrera, y a la concentración de las propiedades en pocas manos, se convertirán en importantes agravantes tras el golpe de Estado militar en 1936. Tras el 18 de julio en Aroche hay un período de mes y medio donde se constituye el Comité Revolucionario que otorga poder absoluto a las organizaciones obreras y republicanas y se produce una huelga general de facto y se colectivizan los bienes, organizándose la defensa de la República. Se producirán entonces enfrentamientos con la guardia civil, atrincherada en el cuartel, y algunos defensores del golpe, documentándose las primeras muertes. A finales de agosto del 36, tras la entrada del ejército nacional se inicia un duro período de represión de las organizaciones obreras, de sus representantes, de sus afiliados y simpatizantes. Esta represión produce huidas a la Sierra e intentos de alcanzar el frente republicano, con desigual resultado para muchos de ellos. Aroche será duramente castigado, habiéndose documentado más de 200 personas asesinadas por el bando golpista, además de muchos cientos de represaliados, donde se incluyen cientos de condenados a penas de prisión, decenas de mujeres “paseadas”, decenas de desaparecidos tras su huida al frente o a la Sierra, algunos incluso víctimas en el exilio o recluidos en campos de concentración nazis 
Durante la guerra civil española sufrió una fuerte represión. En la segunda mitad de 1937 fueron ejecutadas 47 vecinos de la localidad por el bando sublevado. El párroco Manuel Sánchez Cáceres dejó constancia de lo ocurrido:

Pero poco tiempo duró esta tranquilidad, porque en el mes de julio [de 1937] hicieron su aparición en estos campos una partida de unos 30 rojos, donde iban los fugitivos del pueblo, los cuales en la noche del 24 de julio se llevaron a dos patronos a los que dieron muerte horrorosa; ya unos días antes mataron también y martirizaron al dueño de la finca La Bajena. Los asaltos a los cortijos y fechorías se sucedían continuamente... Entonces se tomaron las medidas oportunas, una de las cuales fue la detención de todo indeseable que se pudiera suponer que pudiera tener combinación o enlace con ellos, otra fue la que dio el general Queipo, declarando toda esta comarca zona de guerra, para lo que vinieron tropas al pueblo.
El día 10 de agosto al detener a uno que se sabía que estaba en combinación con los rojos, el cual cuando era conducido quiso escaparse, por lo que fue preciso aplicarle el bando de guerra [ejecutarlo sin juicio]; poco después se le aplicaba a otro que se escapó de la cárcel. El día 21 del mismo mes, a la una de la madrugada, se le aplicó también el bando de guerra a 28 hombres, que según se decía estaban complicados en un complot para facilitarle a los rojos la entrada en el pueblo. El día 29 se aplicó a cuatro hombres y cuatro mujeres, el día 13 de septiembre a dos hombres, el día 20 a un hombre, el 27 de octubre a dos hombres y tres mujeres y el día 14 de enero de 1938 a un hombre.
A partir de esa fecha comenzó a mejorar la situación, pues los rojos tuvieron un encuentro con las fuerzas nacionales, a los que se les hicieron muchas bajas y se vieron precisados a abandonar la tierra y los pocos del pueblo que se quedaron se fueron cazando poco a poco, hasta que quedó completamente limpio y así renació la calma y se pudieron emprender de nuevo las faenas del campo; calma y tranquilidad que aún perdura cuando se termina de escribir esto.

Tras la finalización de la guerra, los años 1940 serán conocidos popularmente como “los años del hambre”, donde la frontera posibilitará el desarrollo del contrabando, casi la única salida que tendrán los familiares de los represaliados y víctimas del franquismo. Fueron años donde se documentan numerosas muertes por caquexia, muertes de niños y mujeres por desnutrición. Los patronos libres de presión social ejercerán un poder absoluto sobre la masa obrera. La guerra civil y las primeras décadas de la dictadura, serán un duro golpe para un pueblo pequeño, donde las amenazas y los abusos contra la clase obrera perdurarán durante décadas, marcando una fuerte separación ideológica entre izquierda y derecha, aún prevaleciente en la población. En los años 1950 y 1960 muchos arochenos y arochenas emigran buscando nuevas oportunidades y una vida mejor. Las condiciones en el campo no habían mejorado y la falta de oportunidades anima a muchos vecinos a emigrar a Cataluña principalmente.
Actualmente, Aroche sigue dependiendo de la ganadería y agricultura, siendo el cerdo y sus productos derivados fuente de la economía. En los últimos años las plantaciones de arándanos y cerezos han crecido a lo largo del valle del Chanza propiciando una mejora de la economía.

## Medio físico

### Ubicación
Aroche se encuentra situada en la comarca de la Sierra de Huelva, a una altitud de 410 m sobre el nivel del mar y a 135 km de la capital provincial, Huelva. Parte de su término municipal se encuentra dentro del parque natural de Sierra de Aracena y Picos de Aroche. Al municipio en portugués se lo conoce como Arouche.

### Geografía
La orografía de Aroche es agreste, delimitada por los Picos de Aroche al norte y la Sierra de Mojonato al sur. Por el término municipal pasan la Rivera del Chanza y la Rivera de Peramora.
Aroche tiene un clima mediterráneo. En las noches de invierno adquiera temperaturas bajo cero en la mayoría de las noches con una media de mínima de 1 °C en el invierno siendo la mínima histórica -13,9 °C  con una media de 48 noches de helada y siendo habitual alguna que otra nevada ocasional en olas de frío ya que los inviernos son fríos y secos siendo los meses de marzo y abril los más lluviosos.[cita requerida] Los veranos son calurosos y secos pero las noches son frescas.

## Medio urbano

### Núcleo principal

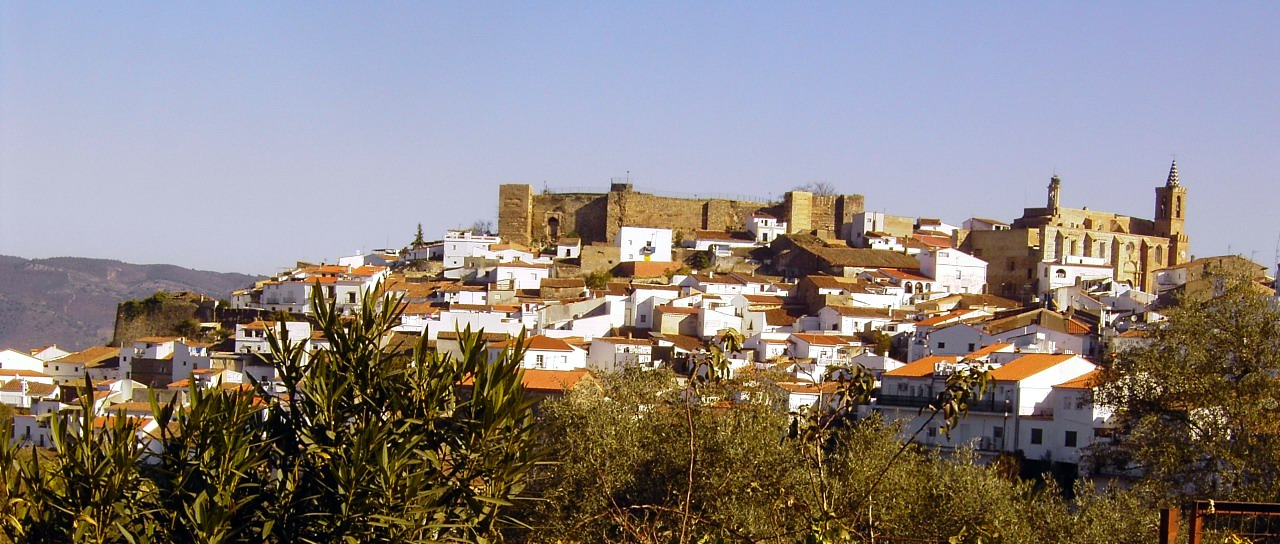
Núcleo urbano, con el castillo al fondo.

Sus calles son de piedras y cuestas, que van rodeando hasta la cima del pueblo donde está situado el castillo románico. El castillo de Aroche es de origen almohade y fue construido a finales del siglo XI. Actualmente se utiliza como plaza de toros.
En el pueblo, además de la iglesia de nuestra señora de la Asunción, hay dos ermitas una situada dentro del poblado, que es la ermita del Cristo. La otra ermita está situada a las afueras del pueblo, en los Llanos de La Belleza, es la ermita de San Pedro de la Zarza, pero popularmente conocida como ermita de San Mamés, el patrón del pueblo, cada año en el mes de mayo se celebra su salida en la fiesta romera del pueblo, donde sus habitantes peregrinos lo llevan acompañándolo hasta su ermita, ya allí en el campo, los peregrinos duermen para así el día siguiente volviéndolo a su iglesia de la Asunción.

### Núcleos menores
Aroche tiene varios núcleos menores: Las Cefiñas, Montepuerto, Montebalón, Los Andreses, Los Viejos y el poblado forestal El Mustio.  

### Transporte y comunicaciones
- N-433: Comunica con Rosal de la Frontera y Cortegana.
- HU-8100: Comunica con Encinasola.
- HU-8101: Comunica la plaza de la Constitución con la N-433.
- HU-8102: Comunica la calle de Lepanto con la N-433.

## Demografía
Aroche cuenta con una población de 2997 habitantes (INE 2024).
| Gráfica de evolución demográfica de Aroche entre 1842 y 2021 |
| |
| Población de derecho según los censos de población del INE Población de hecho según los censos de población del INEEntre el censo de 1857 y el anterior, disminuye el término del municipio porque independiza a Rosal de la Frontera |

## Economía

### Evolución de la deuda viva municipal
| Gráfica de evolución de Deuda viva del Ayuntamiento de Aroche entre 2008 y 2021                                |
| |
| Deuda viva del Ayuntamiento de Aroche en miles de Euros según datos del Ministerio de Hacienda y Ad. Públicas. |

## Lugares de interés
- Museo del Rosario.
- Colección arqueológica.
- Castillo almohade (siglo XII).
- Iglesia de Nuestra Señora de la Asunción (siglo XVI).
- Estadio Fútbol San Mames, en honor a su patrón.
- Ciudad romana de Arucci Turobriga.
- Ermita de San Mames.
- Ermita del Cristo.
- Puente de Felipe II.
- Torre de San Ginés.
- Muralla artillera (siglo XVII).
- Casas señoriales.

## Deportes
El Aroche Club de Fútbol, fundado en 1923, es el club de fútbol de la ciudad y juega en la División de Honor Andaluza.

## Galería

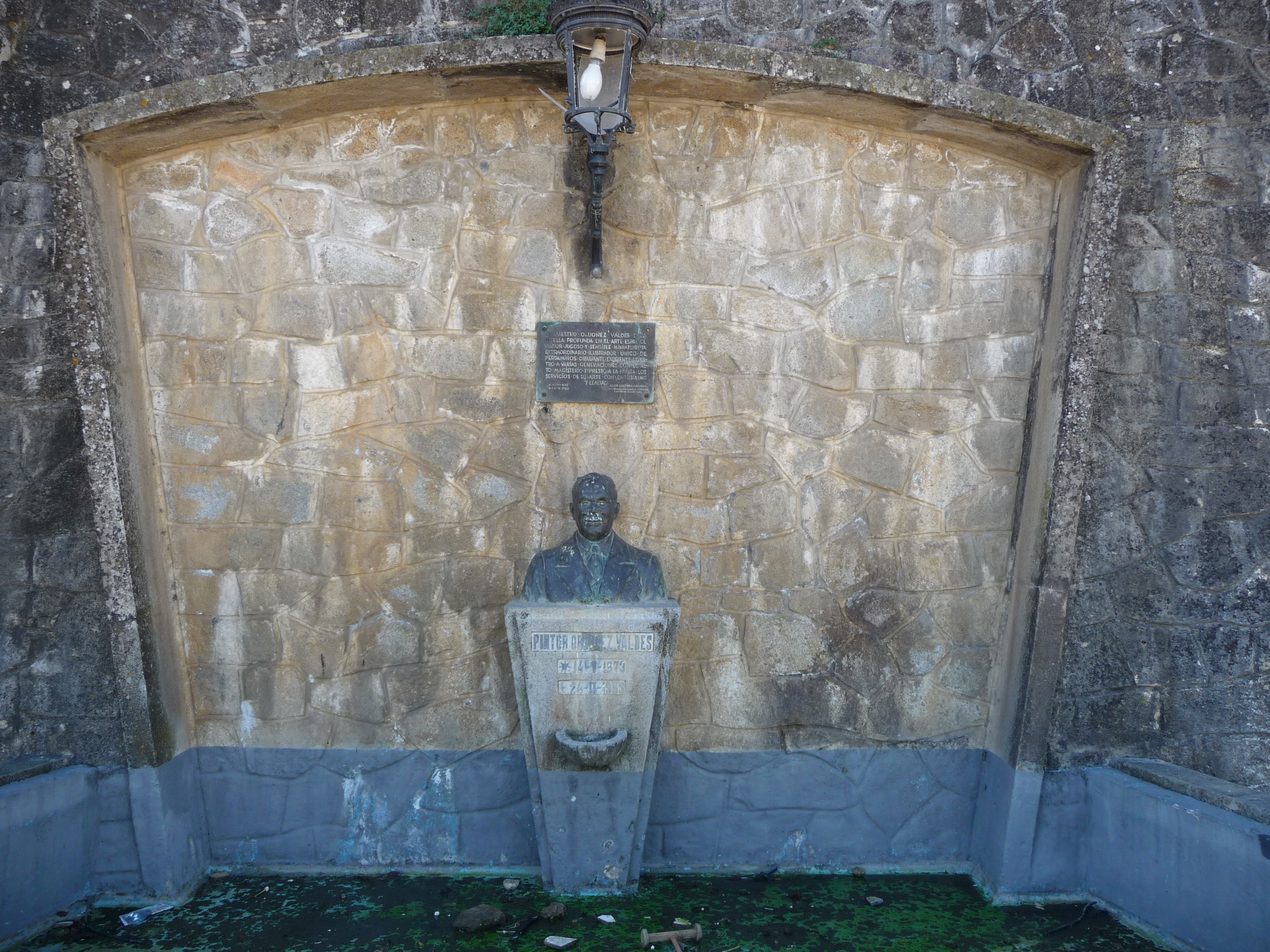
Monumento
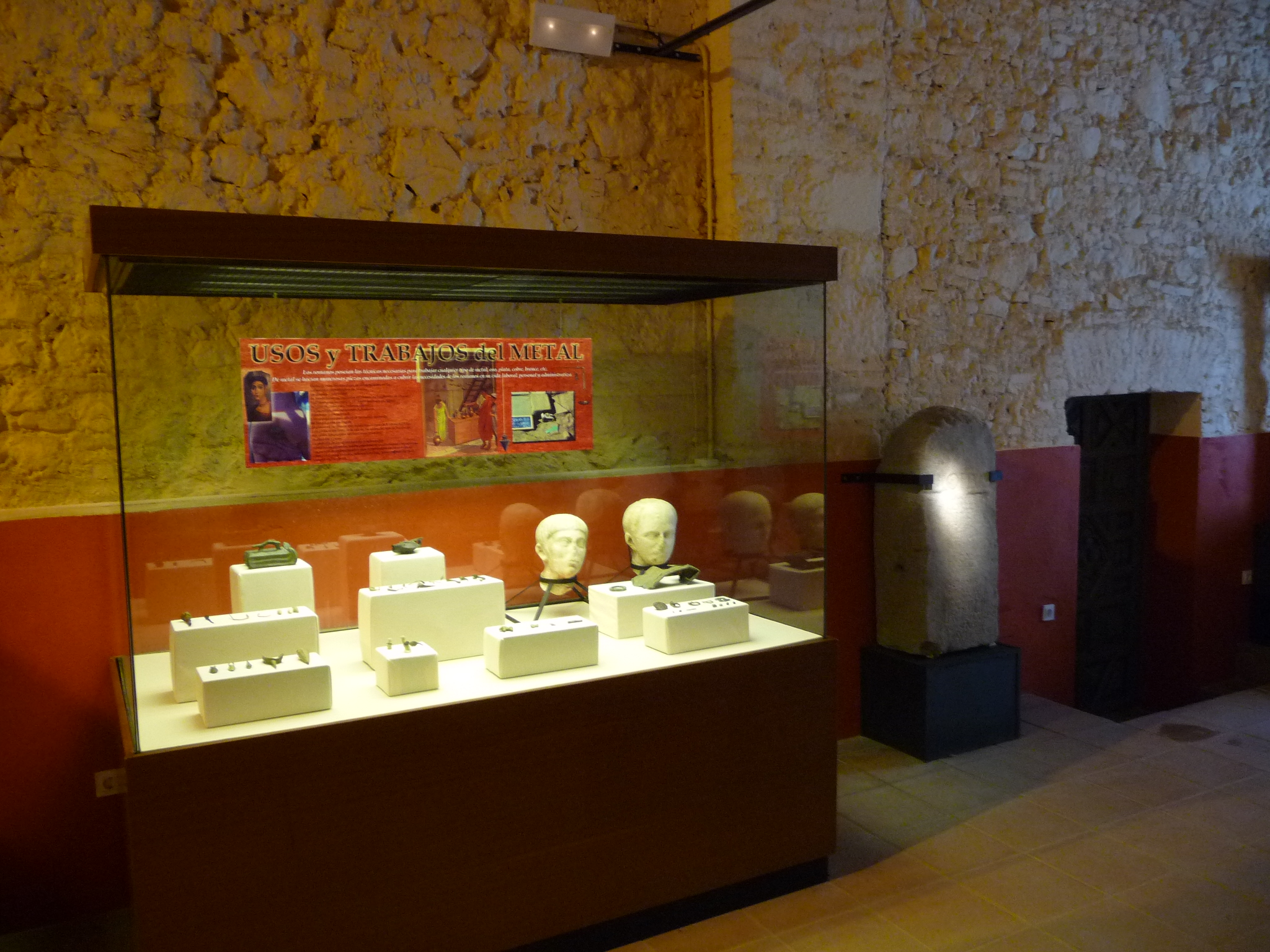
Restos romanos en el museo arqueológico
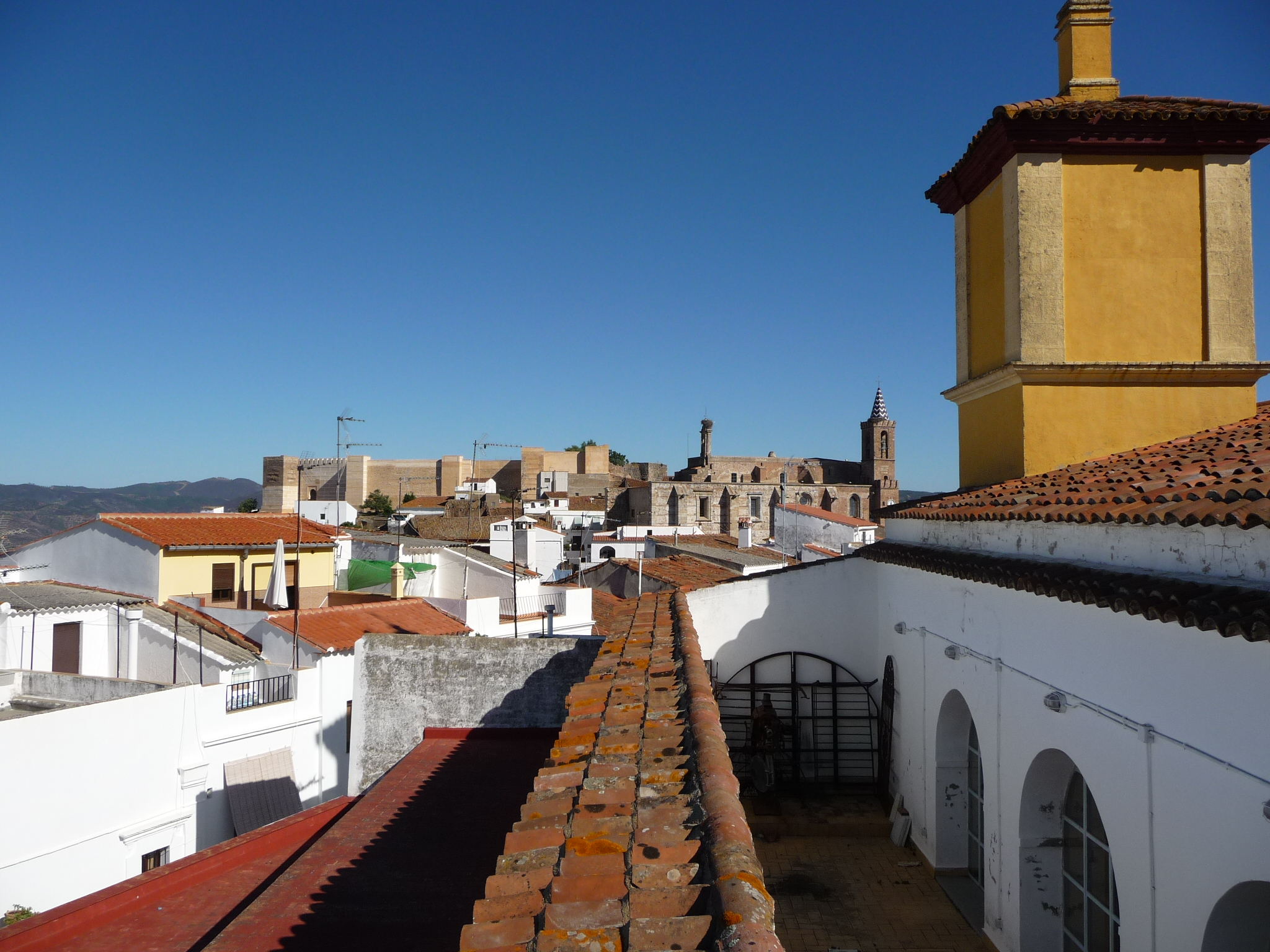
Vista del castillo
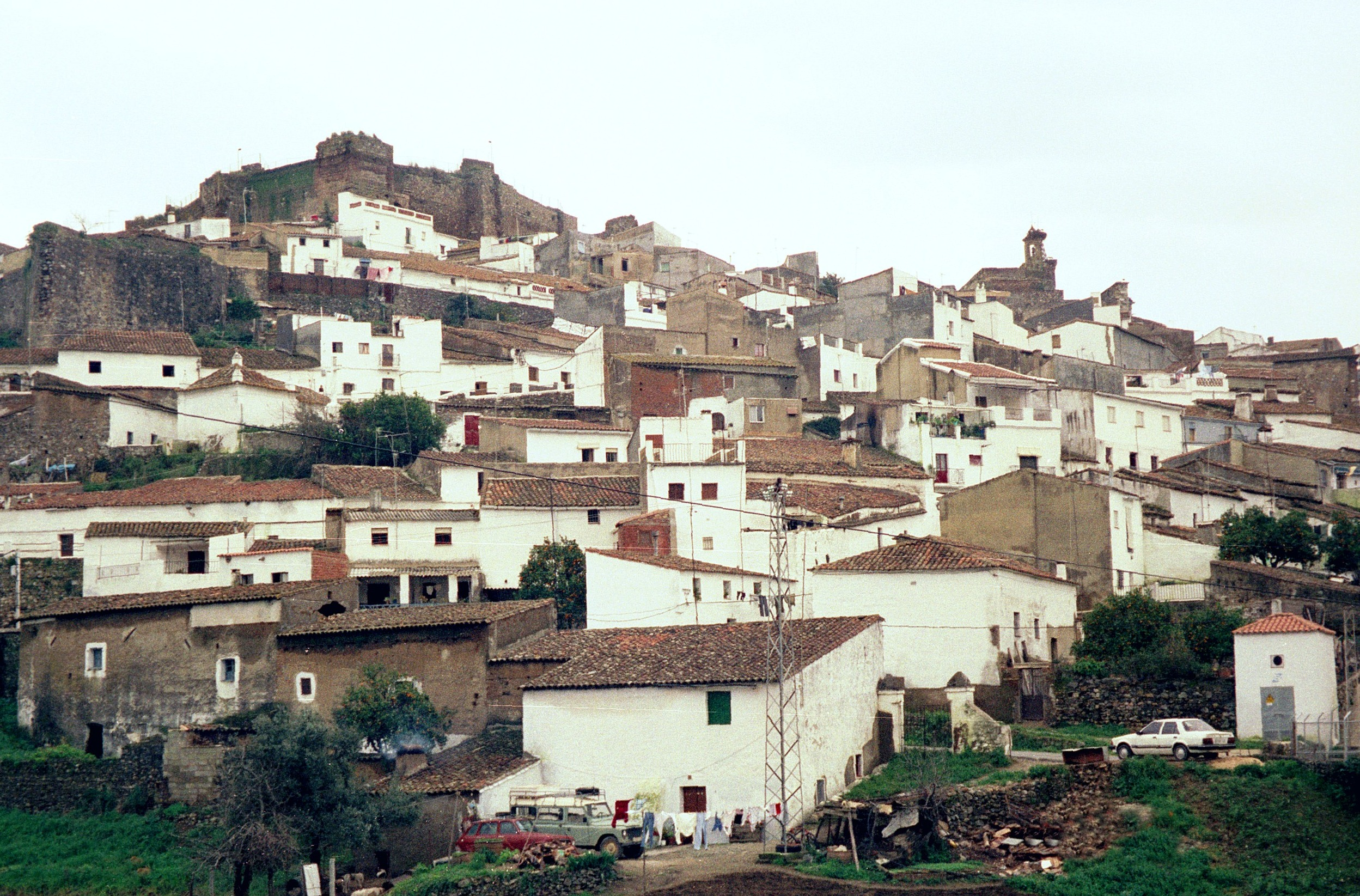
Vista de Aroche
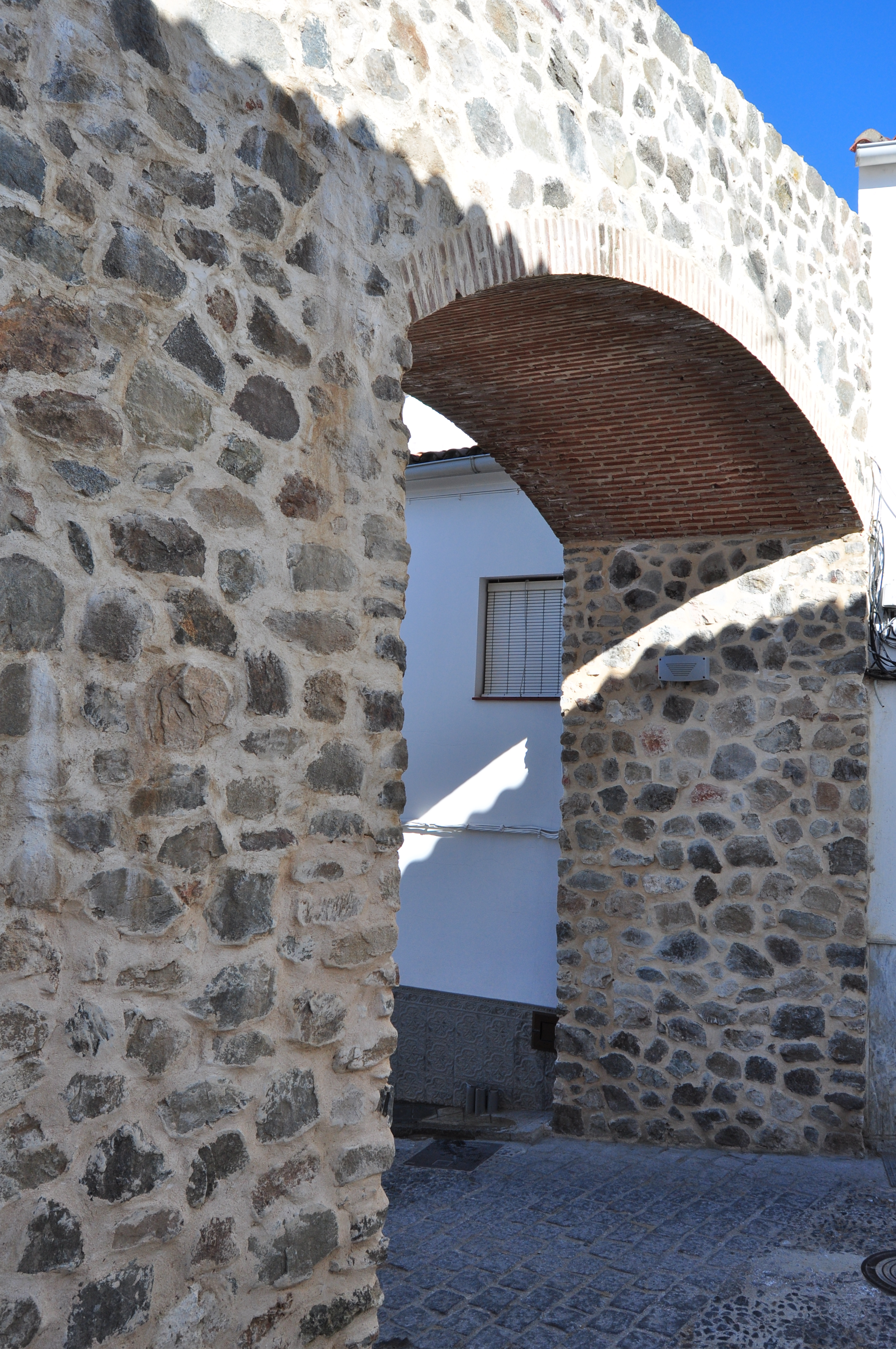